# 民主党 (伊朗)
民主党（羅馬化：Hezb e Mardomsālāri），伊朗改革派政党，由致力于维护前伊朗总统穆罕默德·哈塔米的改革成果的社会活动家组成。
民主党最初由来自伊朗塞姆南省的大学学生活动家组成，其知晓伊朗的改良主义运动需要一个深入基层的全国级草根政党。
民主党现任主席穆斯塔法·卡瓦克比安（Mostafa Kavakebian）曾在伊朗议会中代表塞姆南省。
民主党出版党报《民主》（Mardomsalari）。
伊朗民主党在其宣言中列出了十一个目标： 
1. 捍卫1979年伊斯兰革命成果。
2. 提高人民对依照某一方面的专业知识处理政务的意识。
3. 使伊朗人民广泛参与所有公共事务的管理。
4. 依法治国。
5. 使国家各领域实现可持续发展。
6. 确保所有人的政治和社会自由。
7. 追求社会正义，反对阶级歧视。
8. 聚集并组织力量以促进公民社会的发展。
9. 确保伊朗伊斯兰教之团结并使全国尽力在所有问题上达成共识。
10. 维护伊朗的独立和领土完整。
11. 发展基于尊重、明智及协商三原则的国际关系。

## 对修改伊朗选举法的建议
2019年，民主党试图改变伊朗选举制度。其认为，现行选举制度因难以确定候选人的政治立场而难以对候选人问责。当前的伊朗政治派系松散复杂，候选人和议员多次转换派系十分常见。对此，民主党的解决方案是提出立法以改变选举制度，使选民将选票投给某个政党而不是某个候选人。民主党认为，这一制度能让选民知晓其所投票支持的具体政党，如果政党未能兑现其承诺，其便会会在下次选举时失利。此提议没有获得通过。对此，秘书长穆斯塔法·卡瓦克比安表示，没有强大、有组织的政党的民主制度就是“一个笑话”。 

## 对妇女担任总统之权利的支持
在因尝试竞选总统而闻名的极具煽动性的政治家阿扎姆·塔勒甘尼（Azam Taleghani）的追悼会上，民主党主席穆斯塔法·卡瓦克比安发表演讲，称宪法监护委员会“从没有正式否认或确认过“女性有竞选总统的权利，其反复强调伊朗宪法使用的“人”一词在《古兰经》中常常指代男女两性。此种自由主义的解释将“人”定义为“（政治意义上的）独立个体”而非“男性”。卡瓦克比安声称像塔拉甘尼这样一个女性毫无疑问应该被当作一个独立个体来看待，并督促宪法监护委员会对这一定义问题作出正式解释。

## 政治盟友
民主党曾是“改良主义者协调委员会阵线”及“改良主义者阵线”的一员。2008年，其成立“改良主义人民联盟”，并与国家信用党结盟。在2012年伊朗选举中，其与工人之家结盟。